# 1949年9月15日国鉄ダイヤ改正
1949年9月15日国鉄ダイヤ改正（1949ねん9がつ15にちこくてつダイヤかいせい）では、1949年（昭和24年）9月15日に日本国有鉄道（国鉄）線にて実施されたダイヤ改正について記述する。

## ダイヤ改正の背景
太平洋戦争後、1947年（昭和22年）1月 - 4月には急行列車・二等車の全廃という最悪の事態を迎えた鉄道も、同年6月の改正を境に次第に復旧し始め、1948年（昭和23年）7月の改正では各線で急行列車・準急列車の設定がなされた。同年11月10日には、一等寝台車（当初は「特別寝台車」と称した）の復活もなっている。国鉄最後の新製蒸気機関車であるC62形とE10形が登場したのもこの年であった。
しかしながらこの頃、国有鉄道の財政はインフレーションと復員兵・海外引揚者の雇用をさせられた関係などで極度に悪化しており、1948年（昭和23年）7月22日にはGHQのダグラス・マッカーサーから国の専売事業や国鉄などの政府事業を一般の国家公務員から除外し、事業運営を行うための公共企業体の設置を求める書簡が出された。それを受け、11月30日には「日本国有鉄道法」が国会を通過し、1949年（昭和24年）6月1日に「公共企業体日本国有鉄道」が発足する事になったのである。
だが、その経営再建には当時約60万人もいた職員の首切りを行わざるを得ず、初代総裁の下山定則のもと、第一次職員整理として約3万7000人の解雇を7月4日に発表。その直後の7月6日には下山事件が発生し、下山総裁が轢死体で発見された。国鉄はそれにめげず、加賀山之雄副総裁を総裁代行として約6万3000人の解雇を行う第二次職員整理を行った。しかし7月15日には三鷹事件が、8月17日には松川事件が立て続けに起こり、当時の世相の不安定性を物語ることとなっている。
その一方で国鉄の復興自体は着実に進んでおり、この9月15日に「公共企業体日本国有鉄道」初となるダイヤ改正を実施する事になった。これは1944年（昭和19年）4月に全廃された特急列車・展望車・食堂車を復活させるなど、復興が着実に進んでいることを国民に見せ、希望を与えるものであったといわれる。

## 改正の内容

### 特急の復活
国鉄の特急列車は太平洋戦争の戦局が劣勢になった1944年（昭和19年）4月1日に「富士」をもって廃止されていたが、国鉄内外で復活を求める声が上がり、とりあえず日本の動脈といえた東海道本線の東京駅 - 大阪駅間でこの改正から運行を行う事になった。しかし、GHQや一部国民からは「贅沢」・「時期尚早」などとの声が上がり、国鉄はそれらの声を説き伏せる形で実現させたのである。
東京駅 - 大阪駅間を9時間で結ぶ事になったが、これは戦前の最速列車「燕」より1時間遅いものであった。線路保守の状況がまだ十分といえるものでなかったため速度を落とさざるを得なかったのだが、最後尾には一等展望車が連結され、食堂車もこの時営業を再開するなど、それまで荒廃した車両を使用していた列車が大半だった時代と比べれば、相当画期的な列車であったことには違いない。
列車愛称は加賀山副総裁（9月24日に正式に第二代総裁となる）が暫定的に恒久の平和を願うという意味で「へいわ」と決め、後に公募によって正式なものを選ぶという事になっていた。結果、翌1950年（昭和25年）1月1日から「つばめ」に改められている。

### 列車の増発と急行初の愛称
特急列車の復活以外にも、この改正では急行列車・準急列車の大増発がなされ、食堂車は「へいわ」以外に東京駅 - 鹿児島駅間の急行1・2列車にも連結される事になった。
またこの時、東京駅 - 大阪駅間に急行15・16列車という画期的な夜行列車も設定された。何が画期的かといえば、三等車が全く連結されず、更に「銀河」という愛称が付けられていたのである。急行列車の愛称は、戦前の朝鮮総督府鉄道や南満洲鉄道では例があったが、本土では初のものであった。しかし、一・二等車のみの編成であったことから利用客数は伸びず、他の列車は混雑しているのにこの列車だけガラガラの短編成で走っている事に批判が集まり、わずか数日後には何両か三等車が連結されるようになっている。